# أوسكار القمام
أوسكار القمام (بالإنجليزية: Oscar the Grouch)‏‏ هو شخصية في البرنامج التلفزيوني شارع السمسم. جسمه أخضر، ولا يوجد له أنفٌ مرئي، ويعيش في سلة المهملات في شارع السمسم. منذُ الحلقة الأولى لعرض شارع السمسم، قام المؤدي كارول سبيني بدور أوسكار القمام، ومنذ عام 2015 أصبح المؤدي أريك جاكوبسون هو من يقوم بالدور.

## روابط خارجية
- أوسكار القمام على موقع ميوزك برينز (الإنجليزية)
- أوسكار القمام على موقع ديسكوغز (الإنجليزية)